# 遠く遠く
「遠く遠く」（とおくとおく）は、槇原敬之の楽曲。

## 概要
1992年発売のアルバム『君は僕の宝物』収録曲の1つで、作詞・作曲・編曲共に槇原本人が担当している。
槇原が故郷に住む友人を思い書いたもので、制作中は「私小説的なものであまり伝わらないかもしれない」と思っていたが、発売後に反響を呼び、槇原の代表曲の1つとなった。シングル化はされていないものの後に2度のセルフカバーが行なわれ、2度目となる2006年版の「遠く遠く '06ヴァージョン」はNTT東日本のCMソングに採用されたことで、再注目されることとなった。現在でもテレビ番組で披露されたり、ライブで歌われたり、ベスト盤に収録されたりと、槇原の曲の中でも屈指の知名度と人気を持つ曲である。
なお、オリジナル版は2007年7月12日放送のテレビ番組『まるまるちびまる子ちゃん』の同窓会スペシャルで使用された。
音楽配信ではゴールド認定を受けた（PC配信・日本レコード協会）。

## 収録作品
- 君は僕の宝物
- 君は僕の宝物 TOUR'92（ライブ音源）
- “SMILING” 〜THE BEST OF NORIYUKI MAKIHARA〜
- SMILING BOX 〜THE BEST OF NORIYUKI MAKIHARA〜
- SMILING GOLD 〜THE BEST & BACKING TRACKS〜
- 桃（シングル初回盤のみ「遠く遠く（桜ヴァージョン）」収録）
- LIFE IN DOWNTOWN（初回限定盤のみ「遠く遠く '06ヴァージョン」収録）
- Noriyuki Makihara in concert "LIVE IN DOWNTOWN"（「'06ヴァージョン」のライブ音源）
- Noriyuki Makihara 20th Anniversary Best LIFE（「'06ヴァージョン」収録）
- SYMPHONY ORCHESTRA CONCERT "cELEBRATION 2010" 〜Sing Out Gleefully!〜（ライブ音源）
- 秋うた、冬うた。〜もう恋なんてしない
- 春うた、夏うた。〜どんなときも。（「遠く遠く（桜ヴァージョン）」収録）

## 参加ミュージシャン
オリジナル
- 佐橋佳幸（ギター）
- 石川鉄男（シンセサイザー・オペレーション）
- ジェイク・H・コンセプション（サクソフォーン）

桜ヴァージョン
- 槇原敬之（キーボード、プログラミング）
- 毛利泰士（リズム・トリートメント）

'06ヴァージョン
- 槇原敬之（インストルメンタル）
- 小倉博和（ギター）

## カバー

### セルフカバー
上記のとおり2回のセルフカバーが行われたが、1回目は槇原の復帰後初シングル「桃」（2001年）の初回限定プレス盤にボーナストラックとして原曲を少しリミックスした「遠く遠く（桜ヴァージョン）」が収録されている。2回目のセルフカバーは2006年発売のアルバム『LIFE IN DOWNTOWN』の初回限定盤に収録された「遠く遠く '06ヴァージョン」で、こちらは一部ヴォコーダーを使用したりと機械を使用した面が出ている。当バージョンは上記のとおりNTT東日本のCMソングに起用され、後にベストアルバム『Noriyuki Makihara 20th Anniversary Best LIFE』にも収録された。

### 他のアーティスト
- SOTTE BOSSEが2007年3月7日発売の『innocent view』でカバー
- 伴都美子が2008年3月5日発売の『VOICE 2〜cover lovers rock〜』でカバー
- 蘭華が2009年11月17日発売のアルバム『SWEETS! MACARON POP featuring Ranka』（After Time NQCL-1012）でカバー。編曲：綾部健三郎。
- TRIPLANEが2010年1月20日に配信限定シングルとしてカバー。後に2010年3月10日発売のアルバム『リバーシブル』に収録
- EXILEのTAKAHIRO、NESMITH、SHOKICHIが2010年に「EXH」番組内の歌のコーナーで歌唱し、後に「EXILE COVER」に収録された。
- 小日向美穂（津田美波）が2013年10月9日発売の『THE IDOLM@STER CINDERELLA MASTER Cute jewelries! 001』でカバー。
- サザンオールスターズの桑田佳祐が2013年のアクト・アゲインスト・エイズイベント『昭和八十八年度! 第二回ひとり紅白歌合戦』でカバー。
- Ms.OOJAが2013年5月22日発売シングル「ANSWER」でカバー
- fumikaが2013年8月28日に配信限定シングルとしてカバー。後に同年10月23日リリースのシングル「Feel It」にも収録された。
- Led Appleが2013年12月15日発売の『Greatest World』でカバー
- 赤い公園が2014年3月12日発売シングル「絶対的な関係/きっかけ/遠く遠く」でカバー
- May J.が2014年3月26日発売の『Heartful Song Covers』でカバー。NHK BSプレミアムの紀行・ドキュメンタリー番組『ニッポンぶらり鉄道旅』の主題歌でもある。
- ダイスケが2014年3月26日発売の『tsumugu』でカバー
- 175Rが2017年4月5日発売の『GET UP YOUTH!』でカバー
- さかいゆう配信シングル

### サンプリング
- Skoop On Somebodyが2011年11月16日にサビのフレーズをサンプリングした楽曲「遠くても 遠くても」をリリース